# 両神社 (下田市)
両神社（りょうじんじゃ）は、静岡県下田市須崎（すざき）にある神社。地名を冠して須崎両神社（すざきりょうじんじゃ）とも称される。

## 概要
下田市の南東、須崎(すざき)地区の中心部、須崎港の北方至近に鎮座している。
創建は不詳だが、式内社である佐伎多麻比咩命神社（さきたまひめのみことじんじゃ）や穂都佐気命神社（ほつさけのみことじんじゃ）の論社となっている古社である。

## 祭神
- 伊弉諾尊
- 伊弉冉尊